# Charles Brian Wainwright
Charles Brian Wainwright (* 17. August 1893; † 23. Oktober 1968 in Colchester, Essex) war ein britischer Armeeoffizier und Naturschützer.

## Leben
Wainwright erhielt seine Ausbildung am Wellington College in Berkshire und an der University of Oxford, wo er dem Offiziersausbildungskorps der Universität angehörte. Er ging zur British Army, wurde am 20. Juni 1914 zum Second Lieutenant befördert und im August desselben Jahres der Royal Artillery zugeteilt. Einen Großteil des Ersten Weltkriegs verbrachte er beim Royal Flying Corps. Er heiratete 1917.
Wainwright war viele Jahre lang Ausbilder an der Royal School of Artillery in Larkhill und wurde 1932 zum Major und 1939 zum Colonel befördert. Bei Ausbruch des Zweiten Weltkriegs befehligte er die 183. Infanteriebrigade in Salisbury Plain. Von 1940 bis 1941 wurde Wainwright zum Kommandeur der mittleren Artillerie eines Korps ernannt. 1942 wurde er Kommandeur der Royal Artillery (CRA) der 51. Division während des Afrikafeldzugs. Ein Jahr später übernahm er die 79. Division.
Am 14. April 1943 erhielt Wainwright den Rang eines Generalmajors, als er das Kommando über die 54. (East Anglian) Infanteriedivision übernahm. Er war jedoch kaum einen Monat bei der Division, als er zum General Officer Commanding (GOC) der 61. Infanteriedivision ernannt wurde, einer Infanterieformation unter den Home Forces. Für seine Verdienste im Krieg wurde Wainwright im Rahmen der Neujahrsehrungen 1946 zum Companion of the Order of the Bath ernannt und erhielt später das Freiheitskreuz des norwegischen Königs Haakon VII. Am 27. Oktober 1948 schied er aus der Armee aus.

## Entenschutz
Nach dem Zweiten Weltkrieg machte sich Wainwright als Naturschützer einen Namen. Er wurde Direktor der Forschungsstation für Entenberingung am Abberton Reservoir in Essex und setzte sich dafür ein, dass diese Region zum Naturschutzgebiet erklärt wurde. Auf sein Konto soll die Beringung von 100.000 Vögeln gehen. Er lebte in dieser Zeit in der Nähe von Colchester und war Mitglied des Council des Wildfowl Trusts. Von 1962 bis 1965 war er Vorsitzender des British Ornithologists’ Club.